# Saxifraga khiakhensis
Saxifraga khiakhensis är en stenbräckeväxtart som beskrevs av Holubec och Krivka. Saxifraga khiakhensis ingår i Bräckesläktet som ingår i familjen stenbräckeväxter. Inga underarter finns listade i Catalogue of Life.